# 一部帯域保証
一部帯域保証(一部帯域確保、保証フレームレート、英: guaranteed framerate)とは、主にATM(ATM、非同期転送モード英: asynchronous transfer Mmode)によるインターネット・プロトコル （IP）などのデータ通信の際に、1秒間の伝送フレームレートが可変する方式。
直訳では「保証フレームレート」でありGFRと略すが、定着している語とは言いがたく、日本では一部帯域保証と呼ばれることが普通。諸外国ではGFRというとGlobal Frame Relay（国際フレームリレー）の意味かと誤解される。ATMの通信QoS（英: quality of services）のうち、一応は国際標準であるもの、日本以外では普及していないという特殊な地位を占める。
GFRはUBR（英: unspecified bitrate）に似ているが最低保証帯域MCR（英: minimum cellrate）の設定がある点が異なる。また、他のATMのQoSクラスと大きく異なり、ビットレートではなくフレームレートと呼ばれる。これは、輻輳処理をATMセル単位ではなく、上位のIPフレーム単位で行う機能を持つため。より進んだ輻輳制御機能としては、MCRシェーピングで、100%帯域保証にしてしまうことができる（ただしPCR=MCR、すなわち、最大可能帯域=最低保証帯域となる）ほか、CLPビットによる優先制御も出来る。
NTT東西がフレッツ普及前にB-ISDNとして本命視していたATM PON（英: passive optical network）によるGFRこそが、元祖FTTH/FTTBであるとも言える。このサービスは個人向けには存在しないが、法人向けにはメガ・データ・ネッツとして市場動向に遅れながらも実現され、それなりのシェアを今でも確保している。これは、他のATMサービスである、ATMメガリンク、ATM シェアリンク（同じくGFRを使用）、スーパーリレー・セル・リレーなどが大きく勢力を落としているのと異なる。

## メリット
- 他のATMクラスと異なり、IPフレーム単位による輻輳処理で、ネットワークの利用効率を高く保てるため、混雑が少ない
- 上位レイヤでの再送・エラー補正・輻輳制御が出来るケースでは、下位のATMで複雑な輻輳制御をすると冗長なだけであり、この意味でもGFRはIPに向いているとされる
- 使用可能ビットレート（英: available bitrate）と異なり端末間での輻輳処理の概念がなく、接続装置を単純・廉価・高速にできる
- 端末設定が楽。Permanent Virtual Circuit （英: permanent virtual circuit）がひとつならPCRさえ設定すればよいので、CBR（英: constant bitrate）やUBRと変わらない
- UBR並みの使い勝手で、UBRと異なり最低限の帯域保証ができる

## デメリット
- 日本製ルータやターミナルアダプタでないと、安価な接続装置を確保できない。Cisco社の製品では、価格メリットが出せない

## 主な利用例
- メガ・データ・ネッツの一部帯域保証サービスは、GFRの10%保証と50%保証のメニューを持つ（CBRもあるが、上限が2Mbpsと ATMにしては低速である）。本サービスはNTT東日本・西日本によるものであるため、同一都道府県内でしか提供できない（県間通信不可）。しかし、価格が安いこと、同一都道府県内であれば料金が距離不問であること、イーサネットよりはるかに信頼性が高いこと、F5 OAM機能を備え障害対応やトラブルシュート能力に優れること、サービス提供エリアの完成度が高いこと、ブロードキャストではなくPermanent Virtual Circuit 定義が出来ることなどから地方自治体などでの利用例などが多いとされている。このため、他のアクセス回線が提供できない地方では、最後の手段はメガ・データ・ネッツとなる。

- 法人向けインターネット常時接続サービスや、マルチ・プロトコル・ラベル・スイッチング（英: multi protocol label switching）サービスで、アクセス回線として今でも利用されている。イーサネットOAMが普及するまでは、数分のネットワーク障害も許されぬケースでは、根強い人気を保つものと見られる。一時は、SDSLより安いという逆転現象も見られたが、通信品質がはるかに上であることは言うまでもない。なお、MPLSの場合、IPレベルでのCoSを利用するにあたり、アクセスがメガ・データ・ネッツのGFR の場合はMCRシェーピングを施してメガ・データ・ネッツ網でのフレーム廃棄を停止させ、二重の輻輳制御にならないようにすることがある。